# Dicra nodicornis
Dicra nodicornis är en skalbaggsart som beskrevs av Fauvel 1906. Dicra nodicornis ingår i släktet Dicra och familjen långhorningar. Inga underarter finns listade i Catalogue of Life.